# Романов Олексій Володимирович
Олексій Володимирович Романов (3 лютого 1908, місто Бельов Тульської губернії, тепер Тульської області, Російська Федерація — 29 жовтня 1998, місто Москва) — радянський державний діяч, журналіст, голова Державного комітету Ради міністрів СРСР із кінематографії, головний редактор газети «Советская культура». Кандидат у члени ЦК КПРС у 1961—1986 роках. Член Бюро ЦК КПРС по Російській РФСР з 31 жовтня 1961 по 1962 рік. Депутат Верховної ради СРСР 6—8-го скликань.

## Життєпис
Народився в родині торгового службовця. Трудову діяльність розпочав у 1926 році робітником на будівництві.
У 1926—1929 роках навчався на Вищих державних літературних курсах (закінчив три курси).
У 1929—1933 роках — літературний співробітник, завідувач відділу, відповідальний секретар газети «Степная правда» міста Актюбінська Казакської АРСР.
У 1933—1944 роках — літературний співробітник, завідувач відділу, заступник відповідального секретаря, відповідальний секретар, заступник відповідального редактора обласної газети «Горьковская коммуна» міста Горького.
Член ВКП(б) з 1939 року.
У 1944—1946 роках — кореспондент газети «Правда» по Горьковській області.
У 1945—1949 роках — слухач Вищої заочної партійної школи при ЦК ВКП(б) (закінчив три курси).
У 1946—1947 роках — редактор газеты «Горьковская коммуна».
У 1947—1949 роках — редактор газеты «Советская Белоруссия».
У 1949—1953 роках — відповідальний секретар, у 1953—1955 роках — заступник шеф-редактора газети «За прочный мир, за народную демократию!».
У 1955—1956 роках — консультант відділу пропаганди і агітації ЦК КПРС по союзних республіках.
У 1956—1962 роках — заступник, 1-й заступник завідувача відділу пропаганди і агітації ЦК КПРС по союзних республіках.
У 1963—1965 роках — заступник завідувача ідеологічного відділу ЦК КПРС.
Одночасно 23 березня 1963 — 2 жовтня 1965 року — голова Державного комітету Ради міністрів СРСР із кінематографії — міністр СРСР.
2 жовтня 1965 — 21 серпня 1972 року — голова Комітету із кінематографії при Раді міністрів СРСР.
У серпні 1972 — листопаді 1983 року — головний редактор газети «Советская культура».
З листопада 1983 року — персональний пенсіонер союзного значення в Москві.
Помер 29 жовтня 1998 року. Похований в Москві на Кунцевському цвинтарі.

## Родина
Дружина — Бердинська Олена Григорівна (1908—1995).

## Нагороди
- орден Леніна
- орден Жовтневої Революції
- п'ять орденів Трудового Червоного Прапора
- орден «Знак Пошани»
- медалі